# Responsabilité du commandement

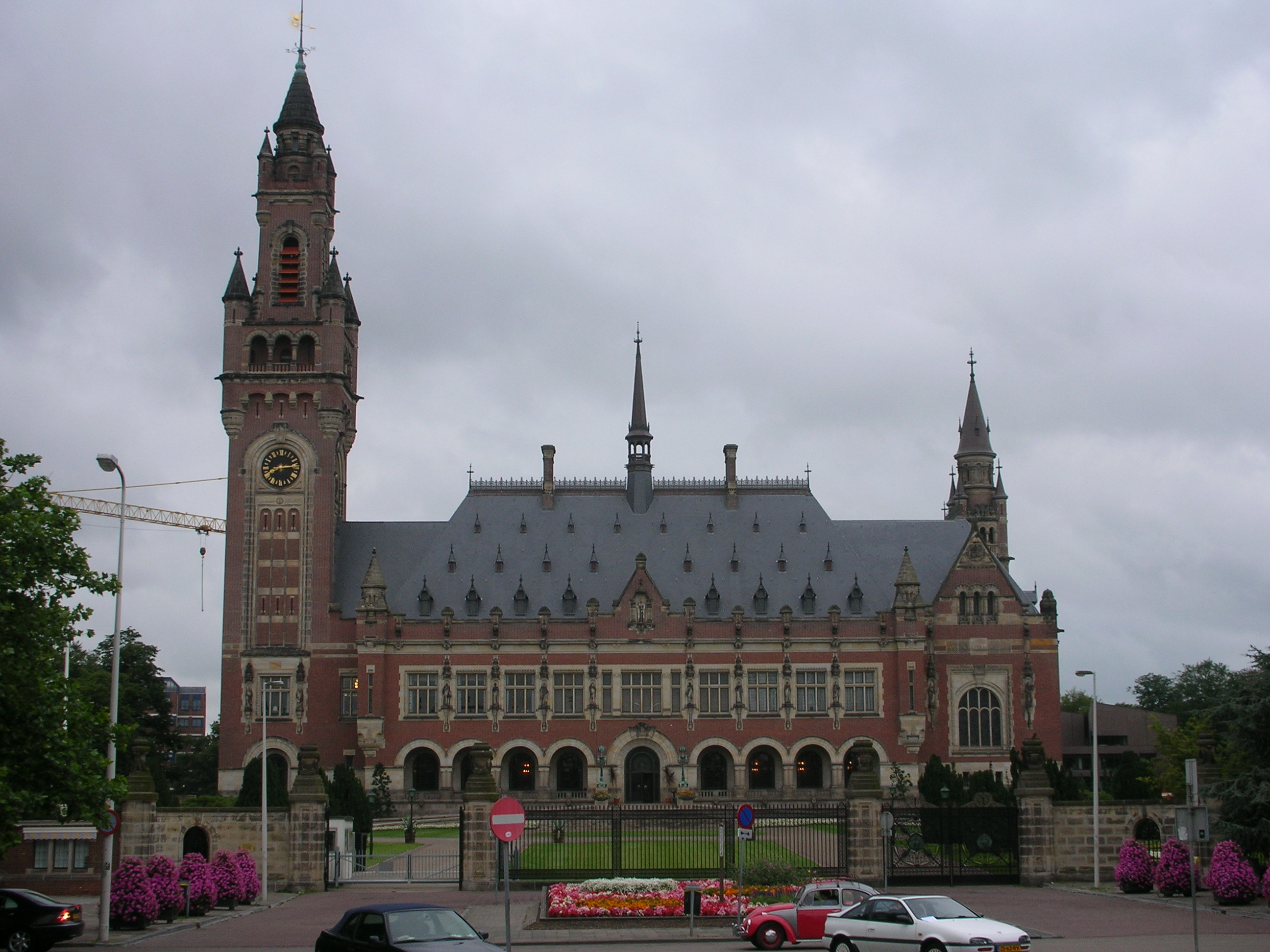
Palais de la paix à La Haye

La responsabilité du commandement, parfois appelée norme Yamashita ou norme Medina, et également connue sous le nom de responsabilité du supérieur, est une forme de responsabilité pénale du supérieur hiérarchique lors de la commission de crimes de guerre,,,.
Le terme peut également être utilisé plus largement pour faire référence à l'obligation de surveiller les subordonnés et à la responsabilité en cas de manquement à cette obligation, à la fois dans le droit gouvernemental, militaire et à l'égard des sociétés et trusts.
Le concept de la « responsabilité de commandement » a été établie par les Conventions de La Haye de 1899 et 1907, en partie basée sur le code Lieber américain, un manuel de guerre pour les forces de l'Union signé par le président Abraham Lincoln en 1863, et a été appliquée pour la première fois par la Cour suprême allemande au procès pour crimes de guerre de Leipzig après la Première Guerre mondiale, au procès d'Emil Müller en 1921.
Les États-Unis ont incorporé les deux Conventions de La Haye sur cette responsabilité du commandement dans la loi fédérale par le biais du précédent établi par la Cour suprême des États-Unis (appelée « norme Yamashita ») dans le cas du général de l'armée impériale japonaise Tomoyuki Yamashita. Il a été poursuivi en 1945 pour des atrocités commises par des troupes sous son commandement aux Philippines, dans le théâtre du Pacifique pendant la Seconde Guerre mondiale. Yamashita a été accusé de « méconnaissance coupable et de manquement à son devoir de commandant de contrôler les actes de ses subordonnés en leur permettant de commettre des crimes de guerre »,.
En outre, la « norme Medina » a clarifié la loi américaine pour englober clairement aussi les officiers américains, de sorte que ceux-ci ainsi que les officiers étrangers tels que le général Yamashita puissent être poursuivis aux États-Unis. Le « standard Medina » est basé sur la poursuite en 1971 du capitaine de l’armée américaine Ernest Medina en relation avec le massacre de Mỹ Lai pendant la guerre du Vietnam. Il soutient qu'un commandant américain, ayant connaissance d'une violation des droits de l'homme ou d'un crime de guerre, sera tenu pénalement responsable s'il n'agit pas. Medina a toutefois été acquitté de toutes les charges,,.

## Origine

### Premières approches de la responsabilité du supérieur

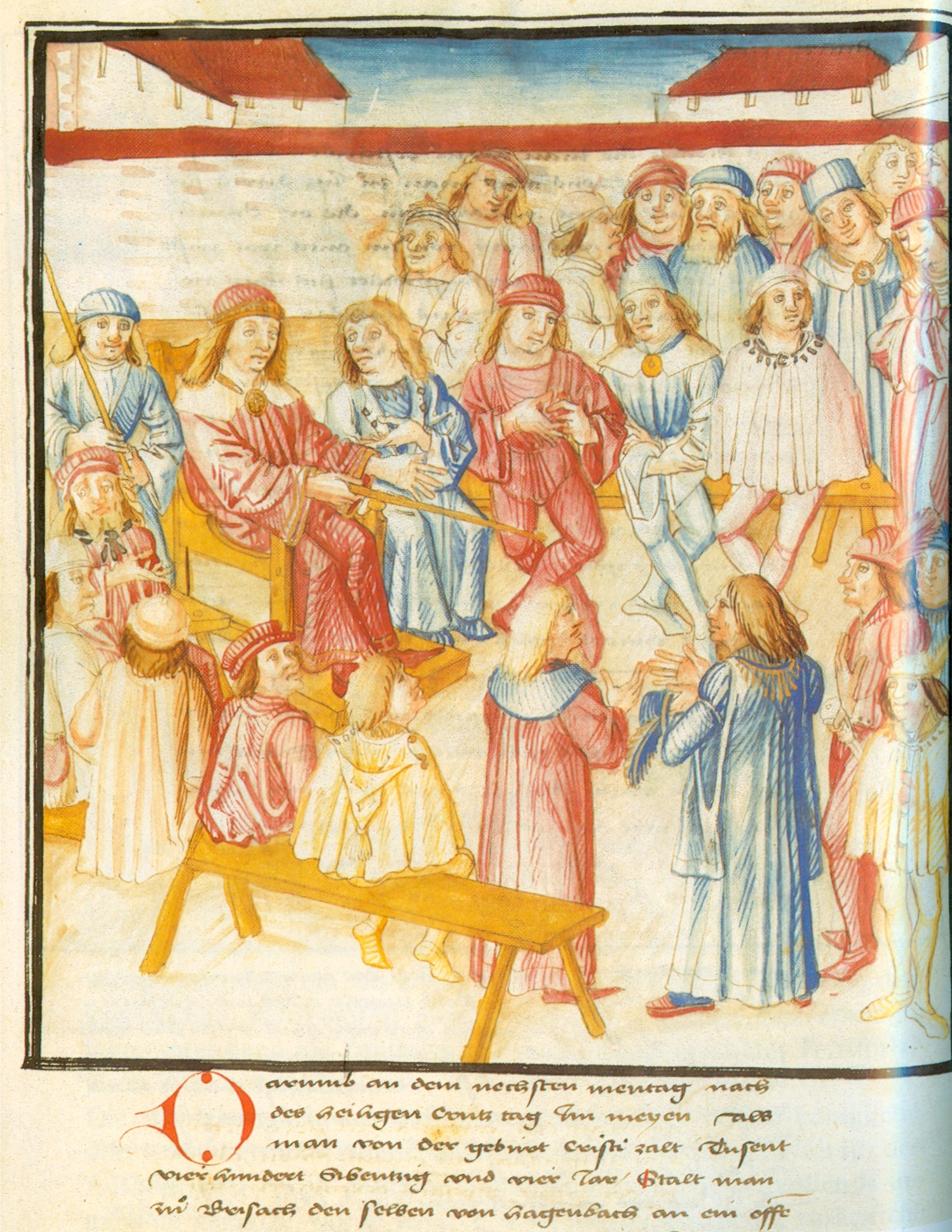
Le procès d'Hagenbach, tiré de la Berner Schillgin de Diebold Schilling le Vieux.

Dans L'Art de la guerre, écrit au VIe siècle av. J.-C., Sun Tzu a soutenu que le devoir d'un commandant était de s'assurer que ses subordonnés se conduisaient de manière civilisée pendant un conflit armé. De même, dans la Bible (Rois 1 : Chapitre 21), dans l'histoire d'Achab et du meurtre de Naboth, le roi Achab a été blâmé pour le meurtre de Naboth sur ordre de la reine Jézabel, parce qu'Achab (en tant que roi) était responsable de tout le monde en son royaume.
Le procès de Pierre de Hagenbach par un tribunal ad hoc du Saint-Empire romain germanique en 1474 fut la première reconnaissance « internationale » des obligations des commandants d'agir légalement,. Hagenbach a été jugé pour les atrocités commises pendant l'occupation de Breisach, reconnu coupable de crimes de guerre et décapité. Puisqu'il a été condamné pour des crimes, « il était considéré comme un chevalier comme ayant le devoir d'empêcher », Hagenbach s'est défendu en faisant valoir qu'il ne suivait que les ordres, du duc de Bourgogne, Charles le Téméraire, à qui le Saint Empire romain avait donné Breisach. Bien qu'il n'existait pas d'utilisation explicite d'une doctrine de la « responsabilité de commandement », elle est considérée comme le premier procès fondé sur ce principe.
Pendant la guerre de Sécession, le concept s'est encore développé, comme on peut le voir dans le Lieber Code. Cette responsabilité réglementait la responsabilité en imposant une responsabilité pénale aux commandants pour avoir ordonné ou encouragé des soldats à blesser ou à tuer des ennemis déjà hors de combat,. L'article 71 du Code Lieber disposait que : « Quiconque inflige intentionnellement des blessures supplémentaires à un ennemi déjà totalement invalide, ou tue un tel ennemi, ou qui ordonne ou encourage des soldats à le faire, subira la mort, s'il est dûment condamné, qu'il appartienne à l'armée des États-Unis ou qu'il soit un ennemi capturé après avoir commis son méfait,. » La Convention de La Haye de 1899 était la première tentative de codification du principe de la responsabilité de commandement au niveau multinational et a été réaffirmée et entièrement mise à jour par la Convention de La Haye de 1907. La doctrine se trouvait spécifiquement dans les « Lois et coutumes de la guerre sur terre » (La Haye IV) ; 18 octobre 1907 : « Section I sur les belligérants : Chapitre I Les qualifications des belligérants », « Section III Autorité militaire sur le territoire de l'État hostile », et « Adaptation à la guerre maritime des principes de la Convention de Genève » (La Haye X) ; 18 octobre 1907. L'article 1 de la section I de La Haye IV de 1907 stipulait que :

« The laws, rights, and duties of war apply not only to armies, but also to militia and volunteer corps fulfilling these conditions:
- To be commanded by a person responsible for his subordinates
- To have a fixed distinctive emblem recognizable at a distance
- To carry arms openly
- To conduct their operations in accordance with the laws and customs of war »